# Gouvernorat de Deir el-Balah
Le Gouvernorat de Deir el-Balah (arabe: محافظة دير البلح Muhafazat Deir Al-Balh) est un gouvernorat de l'État de Palestine dans la bande de Gaza, qui est administrée par la Palestine en dehors de sa frontière avec Israël, l'espace aérien et le territoire maritime.
Le site archéologique Tell Umm el-‘Amr et le monastère de Saint Hilarion se trouvent sur le territoire du gouvernorat (localité de Nuseirat)

## Regroupement administratif
Le gouvernorat de Deir el-Balah regroupe une ville (Deir el-Balah), une municipalité (Az-Zawayda), deux villages (Al-Musaddar et Wadi as-Salqa) et quatre camps de réfugiés (Bureij, le camp de Deir el-Balah, Maghazi et Nuseirat).

## Géographie et démographie
La superficie du gouvernorat est de 56 kilomètre carré.
D'après le Bureau central palestinien des statistiques, le gouvernorat comptait une population de 208 716 habitants au milieu de l'année 2006.

## Économie
Le secteur du gouvernorat de Deir el-Balah est zone à l'économie tournée vers l'agriculture. La culture de dattes y est notamment réputée.
L'unique usine de production électrique dans la bande de Gaza se trouve dans le gouvernorat.

## Patrimoine
Le site archéologique Tell Umm el-‘Amr se trouve sur la localité de Nuseirat. Le site a été actif du IVe au VIIIe siècle. Il accueille le monastère de Saint Hilarion, monastère du fondateur du monachisme chrétien palestinien Hilarion de Gaza,constitué d'édifices religieux (ex : église, cloître) et de toutes les dépendances nécessaires à la vie des moines (ex : salle diverse, dortoir) mais aussi d'un complexe hôtelier et de bains probablement utilisés par des pèlerins.
Le site est candidat pour un classement au patrimoine mondial de l'UNESCO.